# Rocca di Papa
Rocca di Papa – miejscowość i gmina we Włoszech, w regionie Lacjum, w prowincji Rzym.
Według danych na rok 2004 gminę zamieszkiwały 16 804 osoby, 423,1 os./km².

## Współpraca
- Landsberg am Lech, Niemcy